# 담판관
《담판관》(谈判官)은 2018년 방송되었던 중국의 드라마이다.

## 소개
- 우수한 협상가 더우챠오와 미국의 비밀스럽고 부유한 화교 집안의 숨겨진 아들이자 유일한 상속자인 셰샤오페이의 사랑 이야기

## 등장 인물
- 양미 - 더우차오 역
- 황쯔타오 - 셰샤오페이 역
- 궈핀차오 - 친티엔위 역
- 마오린린 - 샤샨샨 역
- 양비양 (Yolanda) - 자오천시 역
- 자오원쉬안 - 셰티엔요우 역
- 뢰예 (赖艺) - 시에샤오티엔 역
- 주쉬단 - 샹비천 역